# Liste von Lokomotiv- und Triebwagenbaureihen der HŽ
Diese Liste führt Baureihen  von Lokomotiven und Triebwagen der nationalen kroatischen Eisenbahngesellschaft, Hrvatske željeznice (HŽ), auf.

## Diesellokomotiven
| Baureihe | Unter-baureihe | Hersteller                       | Baujahr        | Achsformel | Motor                     | Leistung kW | Übertra-gungsart | Geschwin-digkeit km/h | Masse t | Länge über Puffer m |
| -------- | -------------- | -------------------------------- | -------------- | ---------- | ------------------------- | ----------- | ---------------- | --------------------- | ------- | ------------------- |
| 2041     | 2041 000       | Brissoneau et Lotz/Đuro Đaković  | 1962–65        | Bo’Bo’     | MGO V12ASH                | 606         | elektrisch       | 80                    | 60,5    | 14,7                |
| 2042     | 2042 000       | Brissoneau et Lotz/Đuro Đaković  | 1967           | Bo’Bo’     | MGO V12 ASHR              | 680         | elektrisch       | 80                    | 60,5    | 14,7                |
| 2042     | 2042 100       | Brissoneau et Lotz/Đuro Đaković  | 1962–65 (1993) | Bo’Bo’     | PIELSTICK 8PA4 V185 VGG   | 750         | elektrisch       | 80                    | 61,5    | 14,7                |
| 2043     | 2043 000       | General Motors/TŽV Gredelj       | 1960 (1991)    | (A1A)(A1A) | GMC645 E                  | 1454        | elektrisch       | 124                   | 97      | 18,5                |
| 2044     | 2044 000       | General Motors/Đuro Đaković      | 1981           | (A1A)(A1A) | GMC645 E3                 | 1826        | elektrisch       | 124                   | 96      | 16,9                |
| 2061     | 2061 000       | General Motors                   | 1959–66        | Co’Co’     | GMC645 E                  | 1454        | elektrisch       | 124                   | 101,5   | 18,5                |
| 2062     | 2062 000       | General Motors                   | 1972–73        | Co’Co’     | GMC645 E                  | 1640        | elektrisch       | 124                   | 99      | 17                  |
| 2062     | 2062 100       | General Motors                   | 1972–73 (2002) | Co’Co’     | GMC645 E                  | 1640        | elektrisch       | 124                   | 99      | 17                  |
| 2063     | 2063 000       | MLV Kanada                       | 1972           | Co’Co’     | GMC645 E3                 | 2461        | elektrisch       | 124                   | 113,5   | 20,7                |
| 2131     | 2131 000       | Ðuro Ðaković                     | 1959–63        | C          | Jenbach JW 400            | 294         | hydraulisch      | 30/60                 | 2,5     | 9,5                 |
| 2132     | 2132 000       | Jenbach/Đuro Đaković/TŽV Gredelj | 1965–78        | C          | JW 600                    | 397         | hydraulisch      | 30/60                 | 42      | 10,5                |
| 2132     | 2132 100       | Jenbach/Đuro Đaković/TŽV Gredelj | 1959–63 (1986) | C          | 6 PA4 185 VGG / JW 212 DS | 441         | hydraulisch      | 55                    | 42      | 10,5                |
| 2132     | 2132 200       | Jenbach/Đuro Đaković/TŽV Gredelj | 1965 (1989)    | C          | 6 PA4 185 VGG / JW 212 DS | 441         | hydraulisch      | 55                    | 42      | 10,5                |
| 2132     | 2132 300       | Jenbach/Đuro Đaković/TŽV Gredelj | 1965–78 (2005) | C          | Caterpillar 3412E         | 478         | hydraulisch      | 30/60                 | 42      | 10,5                |
| 2133     | 2133 000       | Maschinenbau Kiel AG             | 1955–64        | C          | Maybach STO 6             | 478         | hydraulisch      | 30/60                 | 48      | 10,45               |
| 2133     | 2133 100       | Maschinenbau Kiel AG             | 1955–64        | C          | Maybach STO 6A            | 511         | hydraulisch      | 30/60                 | 54      | 10,45               |
| 2141     | 2141 000       | Đuro Đaković                     | 1977           | Bo’Bo’     | MGO V16 BZSHR             | 1177        | hydraulisch      | 123/80                | 68      | 15,34               |

## Elektrische Lokomotiven
| Baureihe | Unter-baureihe | Hersteller       | Baujahr           | Achsformel | Stromsystem           | Leistung kW | Geschwin-digkeit km/h | Masse t | Länge m |
| -------- | -------------- | ---------------- | ----------------- | ---------- | --------------------- | ----------- | --------------------- | ------- | ------- |
| HŽ 1061  | 1061 000       | Ansaldo, Italien | 1960–64           | Bo’Bo’Bo’  | 3000 V Gleichspannung | 2640        | 120                   | 112     | 18,4    |
| HŽ 1061  | 1061 100       | Ansaldo, Italien | 1968              | Bo’Bo’Bo’  | 3000 V Gleichspannung | 2640        | 120                   | 116     | 19,4    |
| HŽ 1141  | 1141 000       | ASEA / Končar    | 1968–72           | Bo’Bo’     | 25 kV, 50 Hz          | 3860        | 120                   | 78      | 15,5    |
| HŽ 1141  | 1141 100       | ASEA / Končar    | 1987              | Bo’Bo’     | 25 kV, 50 Hz          | 3860        | 120                   | 82      | 15,5    |
| HŽ 1141  | 1141 200       | ASEA / Končar    | 1981–85           | Bo’Bo’     | 25 kV, 50 Hz          | 3860        | 140                   | 82      | 15,5    |
| HŽ 1141  | 1141 376-390   | ASEA / Končar    | 1981–85 (2002–03) | Bo’Bo’     | 25 kV, 50 Hz          | 3860        | 140                   | 80      | 15,5    |
| HŽ 1142  | 1142 00        | Končar           | 1981–88           | Bo’Bo’     | 25 kV, 50 Hz          | 4400        | 160                   | 82      | 20,5    |
| HŽ 1161  | 1161 000       | TŽV Gredelj      | 1988              | Bo’Bo’Bo’  | 25 kV, 50 Hz          | 3869        | 120                   | 129     | 19,4    |

## Dieseltriebwagen
| Baureihe | Unter-baureihe | Hersteller                    | Baujahr | Achsformel                   | Typ des Dieselmotors                     | Leistung kW | Geschwin-digkeit km/h | Masse t | Länge m |
| -------- | -------------- | ----------------------------- | ------- | ---------------------------- | ---------------------------------------- | ----------- | --------------------- | ------- | ------- |
| HŽ 7021  |                | Brissoneau et Lotz            | 1972–73 | Bo’Bo’+2’2’+2’2’+2’2’+Bo’Bo’ | MGO–V12 -BSHR                            | 2 × 680     | 120                   | 233     | 127,1   |
| HŽ 7121  | 7121.0         | Đuro Đaković                  | 1981–86 | Bo’Bo’+2’2’                  | Büssing D3256 BTUXE ili MAN 2866 LUE/210 | 2 × 210     | 120                   | 67      | 44,2    |
| HŽ 7121  | 7121.1         | Đuro Đaković                  | 1980    | 2’Bo’+Bo’2’                  | MAN 2866 LUE/603                         | 2 × 230     | 120                   | 70      | 44,2    |
| HŽ 7122  |                | Fiat, Italija Kalmar, Švedska | 1980–81 | (1A)(A1)                     | FIAT 8217                                | 2 × 147     | 133                   | 40      | 24,4    |
| HŽ 7123  |                | Bombardier Transportation     | 2004    | 2’B’+B’2’                    | Cummins QSK 19                           | 2 × 560     | 160                   | 98      | 51,75   |
| HŽ 7221  |                | GOŠA, Srbija                  | 1959–69 | 1A                           | Büssing U10                              | 110         | 90                    | 25,4    | 26,6    |

## Elektrische Triebwagen
| Baureihe  | Hersteller                     | Baujahr | Achsformel               | Stromsystem  | Leistung kW | Geschwin-digkeit km/h | Masse t | Länge m |
| --------- | ------------------------------ | ------- | ------------------------ | ------------ | ----------- | --------------------- | ------- | ------- |
| HŽ 6011   | Pafawag, Polen                 | 1964–66 | 2’2’+Bo’Bo’+ Bo’Bo’+2’2’ | 3000 V =     | 1392        | 120                   | 190     | 86,8    |
| HŽ 6111   | Ganz Mávag, Ungarn             | 1976–79 | 2’2’+Bo’Bo’+2’2’         | 25 kV, 50 Hz | 1200        | 120                   | 145     | 72,4    |
| HŽ 6112.0 | TŽV Gredelj, Končar (Kroatien) | 2011    | Bo’2’2’2’Bo’             | 25 kV, 50 Hz | 2000        | 200                   | 172     | 75      |
| HŽ 6112.1 | TŽV Gredelj, Končar (Kroatien) | 2011    | Bo’2’2’2’Bo’             | 25 kV, 50 Hz | 2000        | 160                   | 139     | 75      |